# Мануель Локателлі
Мануель Локателлі (італ. Manuel Locatelli; нар. 8 січня 1998, Лекко) — італійський футболіст, півзахисник клубу «Ювентус» та національної збірної Італії.

## Клубна кар'єра
Грати у футбол Мануель почав у маленькій місцевій команді, яка належала церковній парафії. Команда мала назву «Пескате», а тренував маленького Локу його власний батько. Про Мануеля розвідали скаути «Аталанти» у віці 8 років і забрали у свою академію. Через два роки, після того, як Локателлі приєднався до «бергамаско», молодіжна академія «Мілана» переманила в «Аталанти» главу їхнього молодіжного сектора, Мауро Б'янкессі. Переходячи в «Мілан», майбутній глава скаутської служби молодіжної академії «россонері» привів з «Аталанти» Мануеля.
Вже в сезоні 2015/16 юний півзахисник дебютував у головній команді «Мілана», а з наступного сезону вихованець академії клубу виходив на поле у щонайменше 20-ти іграх Серії A за сезон.
13 серпня 2018 року перейшов до складу «Сассуоло». Протягом наступних трьох років був ключовою фігурою в опорній зоні команди.
Влітку 2021 року був орендований «Ювентусом».

## Виступи за збірну
До збірної Італії отримав виклик у віці 15 років, з тих пір пройшов всі категорії, крім U-18, яку перескочив, перейшовши відразу в U-19. Був визнаний кращим півзахисником Італії в своїй віковій категорії за версією альманаху «Молода Італія» в 2014 році.
З 2017 року залучається до лав молодіжної збірної Італії. У складі цієї команди був учасником двох молодіжних чемпіонатів Європи — Євро-2017 і Євро-2019.
Восени 2020 року дебютував у складі національної збірної Італії, відтоді став регулярно залучатися до її лав. Влітку 2021 року був у її складі учасником відкладеного через пандемію коронавірусної хвороби чемпіонату Європи 2020, на якому виходив на поле у п'яти іграх, на груповому етапі відзначився «дублем» у ворота швейцарців та допоміг команді здобути другий у її історії титул континентальних чемпіонів.

## Сім'я
Мануель — третя дитина в сім'ї. У нього є старша сестра Мартіна і старший брат Маттія.

## Статистика виступів

### Статистика клубних виступів
Станом на 3 вересня 2022 року
| Сезон                | Команда              | Чемпіонат            | Чемпіонат | Чемпіонат | Національний кубок | Національний кубок | Національний кубок | Континентальні кубки | Континентальні кубки | Континентальні кубки | Інші змагання | Інші змагання | Інші змагання | Усього | Усього |
| Сезон                | Команда              | Ліга                 | Ігор      | Голів     | Ліга               | Ігор               | Голів              | Ліга                 | Ігор                 | Голів                | Ліга          | Ігор          | Голів         | Ігор   | Голів  |
| -------------------- | -------------------- | -------------------- | --------- | --------- | ------------------ | ------------------ | ------------------ | -------------------- | -------------------- | -------------------- | ------------- | ------------- | ------------- | ------ | ------ |
| 2015–16              | «Мілан»              | A                    | 2         | 0         | КІ                 | 0                  | 0                  | -                    | -                    | -                    | -             | -             | -             | 2      | 0      |
| 2016–17              | «Мілан»              | A                    | 25        | 2         | КІ                 | 2                  | 0                  | -                    | -                    | -                    | СІ            | 1             | 0             | 28     | 2      |
| 2017–18              | «Мілан»              | A                    | 21        | 0         | КІ                 | 3                  | 0                  | ЛЄ                   | 9                    | 0                    | -             | -             | -             | 33     | 0      |
| Усього за «Мілан»    | Усього за «Мілан»    | Усього за «Мілан»    | 48        | 2         |                    | 5                  | 0                  |                      | 9                    | 0                    |               | 1             | 0             | 63     | 2      |
| 2018–19              | «Сассуоло»           | A                    | 29        | 2         | КІ                 | 2                  | 1                  | -                    | -                    | -                    | -             | -             | -             | 31     | 3      |
| 2019–20              | «Сассуоло»           | A                    | 33        | 0         | КІ                 | 1                  | 0                  | -                    | -                    | -                    | -             | -             | -             | 34     | 0      |
| 2020–21              | «Сассуоло»           | A                    | 34        | 4         | КІ                 | 0                  | 0                  | -                    | -                    | -                    | -             | -             | -             | 34     | 4      |
| Усього за «Сассуоло» | Усього за «Сассуоло» | Усього за «Сассуоло» | 96        | 6         |                    | 3                  | 1                  |                      | -                    | -                    |               | -             | -             | 99     | 7      |
| 2021–22              | «Ювентус»            | A                    | 31        | 3         | КІ                 | 4                  | 0                  | ЛЧ                   | 7                    | 0                    | СІ            | 1             | 0             | 43     | 3      |
| 2022–23              | «Ювентус»            | A                    | 5         | 0         | КІ                 | 0                  | 0                  | ЛЧ                   | 1                    | 0                    | -             | -             | -             | 6      | 0      |
| Усього за «Ювентус»  | Усього за «Ювентус»  | Усього за «Ювентус»  | 36        | 3         |                    | 4                  | 0                  |                      | 8                    | 0                    |               | 1             | 0             | 49     | 3      |
| Усього за кар'єру    | Усього за кар'єру    | Усього за кар'єру    | 180       | 11        |                    | 12                 | 1                  |                      | 17                   | 0                    |               | 2             | 0             | 211    | 12     |

### Статистика виступів за збірну
Станом на 3 вересня 2022 року
| Дата       | Місто             | Господарі            | Результат               | Гості             | Турнір                                         | Голи | Примітки |
| ---------- | ----------------- | -------------------- | ----------------------- | ----------------- | ---------------------------------------------- | ---- | -------- |
| 7-9-2020   | Амстердам         | Нідерланди           | 0 – 1                   | Італія            | Ліга націй УЄФА 2020-2021 - 1-й етап           | -    | 81'      |
| 7-10-2020  | Флоренція         | Італія               | 6 – 0                   | Молдова           | товариський матч                               | -    |          |
| 11-10-2020 | Гданськ           | Польща               | 0 – 0                   | Італія            | Ліга націй УЄФА 2020-2021 - 1-й етап           | -    | 78'      |
| 14-10-2020 | Бергамо           | Італія               | 1 – 1                   | Нідерланди        | Ліга націй УЄФА 2020-2021 - 1-й етап           | -    | 56'      |
| 15-11-2020 | Реджо-нель-Емілія | Італія               | 2 – 0                   | Польща            | Ліга націй УЄФА 2020-2021 - 1-й етап           | -    |          |
| 18-11-2020 | Сараєво           | Боснія і Герцеговина | 0 – 2                   | Італія            | Ліга націй УЄФА 2020-2021 - 1-й етап           | -    |          |
| 25-3-2021  | Парма             | Італія               | 2 – 0                   | Північна Ірландія | Відбір до ЧС 2022                              | -    | 84'      |
| 28-3-2021  | Софія (місто)     | Болгарія             | 0 – 2                   | Італія            | Відбір до ЧС 2022                              | 1    | 67' 84'  |
| 31-3-2021  | Вільнюс           | Литва                | 0 – 2                   | Італія            | Відбір до ЧС 2022                              | -    | 70'      |
| 4-6-2021   | Болонья           | Італія               | 4 – 0                   | Чехія             | товариський матч                               | -    |          |
| 11-6-2021  | Рим               | Туреччина            | 0 – 3                   | Італія            | ЧЄ 2020 - 1-й етап                             | -    | 73'      |
| 16-6-2021  | Рим               | Італія               | 3 – 0                   | Швейцарія         | ЧЄ 2020 - 1-й етап                             | 2    | 86'      |
| 26-6-2021  | Лондон            | Італія               | 2 – 1 д.ч.              | Австрія           | ЧЄ 2020 - 1/8 фіналу                           | -    | 67'      |
| 6-7-2021   | Лондон            | Італія               | 1 – 1 д.ч. (4 – 2 п.п.) | Іспанія           | ЧЄ 2020 - півфінал                             | -    | 85'      |
| 11-7-2021  | Лондон            | Італія               | 1 – 1 д.ч. (3 – 2 п.п.) | Англія            | ЧЄ 2020 - Фінал                                | -    | 96'      |
| 5-9-2021   | Базель            | Швейцарія            | 0 – 0                   | Італія            | Відбір до ЧС 2022                              | -    | 77'      |
| 6-10-2021  | Мілан             | Італія               | 1 – 2                   | Іспанія           | Ліга націй УЄФА 2020-2021 - півфінал           | -    | 58' 82'  |
| 10-10-2021 | Турин             | Італія               | 2 – 1                   | Бельгія           | Ліга націй УЄФА 2020-2021 - матч за 3-тє місце | -    |          |
| 12-11-2021 | Рим               | Італія               | 1 – 1                   | Швейцарія         | Відбір до ЧС 2022                              | -    | 58'      |
| 15-11-2021 | Белфаст           | Північна Ірландія    | 0 – 0                   | Італія            | Відбір до ЧС 2022                              | -    | 68'      |
| 29-3-2022  | Конья             | Туреччина            | 2 – 3                   | Італія            | товариський матч                               | -    | 76'      |
| 1-6-2022   | Лондон            | Італія               | 0 – 3                   | Аргентина         | Фіналіссіма 2022                               | -    | 46'      |
| 7-6-2022   | Чезена            | Італія               | 2 – 1                   | Угорщина          | Ліга націй УЄФА 2022-2023 - 1-й етап           | -    | 66'      |
| 11-6-2022  | Вулвергемптон     | Англія               | 0 – 0                   | Італія            | Ліга націй УЄФА 2022-2023 - 1-й етап           | -    | 25' 65'  |
| Усього     |                   | Матчів               | 24                      |                   | Голів                                          | 3    |          |

| Дата       | Місто             | Господарі  | Результат | Гості      | Турнір                             | Голи | Примітки     |
| ---------- | ----------------- | ---------- | --------- | ---------- | ---------------------------------- | ---- | ------------ |
| 23-3-2017  | Краків            | Польща     | 1 – 2     | Італія     | Товариський матч                   | -    | 61'          |
| 27-3-2017  | Рим               | Італія     | 1 – 2     | Іспанія    | Товариський матч                   | -    | 57'          |
| 24-6-2017  | Краків            | Італія     | 1 – 0     | Німеччина  | Молодіжне Євро-2017 - 1-й етап     | -    | 85'          |
| 27-6-2017  | Краків            | Італія     | 1 – 3     | Іспанія    | Молодіжне Євро-2017 - півфінал     | -    | 62'          |
| 1-9-2017   | Толедо            | Іспанія    | 3 – 0     | Італія     | Товариський матч                   | -    | 76'          |
| 4-9-2017   | Читтаделла        | Італія     | 4 – 1     | Словенія   | Товариський матч                   | -    | 81'          |
| 5-10-2017  | Будапешт          | Угорщина   | 2 – 6     | Італія     | Товариський матч                   | -    | 61'          |
| 10-10-2017 | Феррара           | Італія     | 4 – 0     | Марокко    | Товариський матч                   | -    | 76'          |
| 25-5-2018  | Ешторіл           | Португалія | 3 – 2     | Італія     | Товариський матч                   | -    | 68'          |
| 29-5-2018  | Безансон          | Франція    | 1 – 1     | Італія     | Товариський матч                   | -    | 90'          |
| 6-9-2018   | Дунайська Стреда  | Словаччина | 3 – 0     | Італія     | Товариський матч                   | -    | 68'          |
| 11-9-2018  | Кальярі           | Італія     | 3 – 1     | Албанія    | Товариський матч                   | -    | 56'          |
| 11-10-2018 | Удіне             | Італія     | 0 – 1     | Бельгія    | Товариський матч                   | -    | 71'          |
| 15-10-2018 | Віченца           | Італія     | 2 – 0     | Туніс      | Товариський матч                   | -    | 79'          |
| 19-11-2018 | Реджо-нель-Емілія | Італія     | 1 – 2     | Німеччина  | Товариський матч                   | -    | 70'          |
| 21-3-2019  | Трієст            | Італія     | 0 – 0     | Австрія    | Товариський матч                   | -    | 82'          |
| 25-3-2019  | Фрозіноне         | Італія     | 2 – 2     | Хорватія   | Товариський матч                   | 1    |              |
| 22-6-2019  | Реджо-нель-Емілія | Бельгія    | 1 – 3     | Італія     | Молодіжне Євро-2019 - 1-й етап     | -    | 65' 72'      |
| 10-9-2019  | Кастель-ді-Сангро | Італія     | 5 – 0     | Люксембург | Кваліфікація молодіжного Євро-2021 | 1    | кап. 10' 77' |
| 10-10-2019 | Дублін            | Ірландія   | 0 – 0     | Італія     | Кваліфікація молодіжного Євро-2021 | -    | кап.         |
| 14-10-2019 | Єреван            | Вірменія   | 0 – 1     | Італія     | Кваліфікація молодіжного Євро-2021 | -    | кап.         |
| 16-11-2019 | Феррара           | Італія     | 3 – 0     | Ісландія   | Кваліфікація молодіжного Євро-2021 | -    | кап.         |
| 19-11-2019 | Катанія           | Італія     | 6 – 0     | Вірменія   | Кваліфікація молодіжного Євро-2021 | -    | кап. 83'     |
| Усього     |                   | Матчів     | 23        |            | Голів                              | 2    |              |

## Титули і досягнення
- Чемпіон Європи: 2020
- Володар Суперкубка Італії з футболу (1):

«Мілан»: 2016